# Château Dranem
Pour les articles homonymes, voir Château de Ris (homonymie).
Ne doit pas être confondu avec Château de Ris.
Le château de Dranem est un château français situé dans la commune de Ris-Orangis, en pays Hurepoix, dans le département de l'Essonne et la région Île-de-France, à vingt-trois kilomètres au sud-est de Paris.

## Situation
| \| Localisation du château Dranem dans l'Essonne. · Château Dranem \| Localisation du château Dranem dans l'Essonne. |
| Localisation du château Dranem dans l'Essonne. · Château Dranem                                                      |

Le château de Dranem, également appelé château de Ris est implanté près de la route nationale 7 dans l'avenue Rigny dont l'appellation vient de l'amiral Henri de Rigny, homme politique français du XIXe siècle, vainqueur de la bataille de Navarin et ministre de Louis-Philippe.

## Histoire
La première trace du château remonte à 1159. Il a appartenu à la famille Faucon dont proviennent les armoiries de la ville. Il a été reconstruit sous le règne de Louis XV et Napoléon envisage son achat en 1797 mais c'est le comte Andréossy, fils de François Andréossy, qui en acquiert la propriété en 1802.
En 1911, le château est racheté par Armand Ménard, dit Dranem, qui en fait la Fondation Dranem. Celle-ci constitue une maison de retraite d'artistes pour leur éviter de finir leur vie de manière misérable. Elle a été inaugurée en 1911 par le président Armand Fallières.
La maison de retraite est maintenant ouverte à tous. C'est un établissement de type EHPAD possédant 97 lits. Elle est dirigée par Valérie Hénault depuis 2004.

## Pour approfondir

## Sources
1. 1 2  « Fiche sur le Château de Ris - Dranem », sur www.histoirelocale-ris.fr (consulté le 2 septembre 2012)
2. ↑  « Fiche du Chateau Dranem », sur topic-topos.com (consulté le 2 septembre 2012)
3. ↑  « Fiche sur les armoiries de Ris », sur www.histoirelocale-ris.fr (consulté le 2 septembre 2012)
4. ↑  « Fiche sur le Comte Andréossy », sur www.histoirelocale-ris.fr (consulté le 2 septembre 2012)
5. ↑  Philippe Landru, « Visite en septembre 2008 de la fondation Dranem », sur www.landrucimetieres.fr, 31 décembre 2008 (consulté le 2 septembre 2012)
6. 1 2  « La maison de retraite des artistes fête ses 100 ans », 21 mai 2011 (consulté le 2 septembre 2012)
7. ↑  « Caractéristique de la maison de retraite », sur www.domusvi.com (consulté le 2 septembre 2012)